# 카페 미켈란졸로

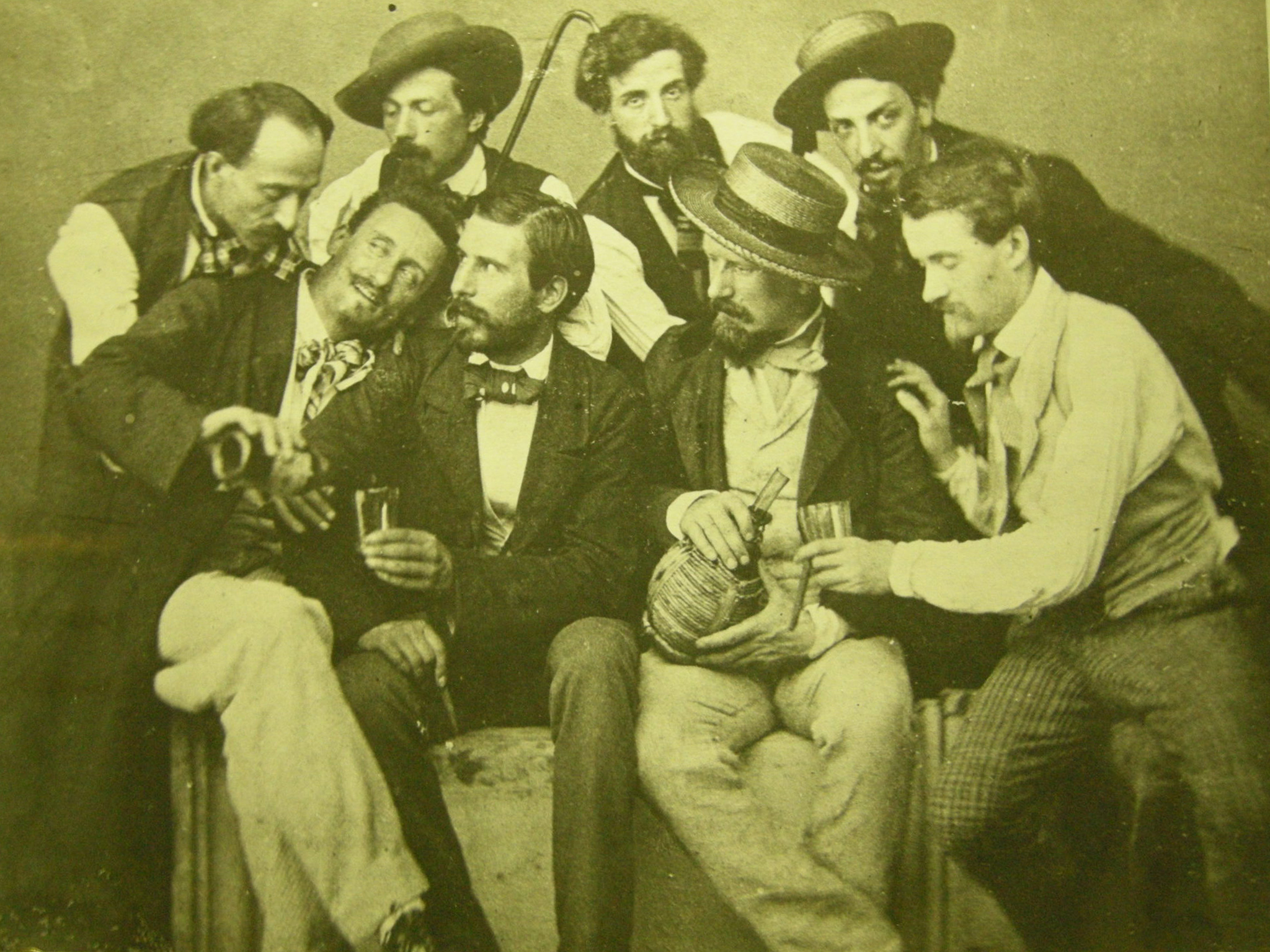
1856년경, 카페 미켈란졸로에 모인 마키아이올리의 예술가들

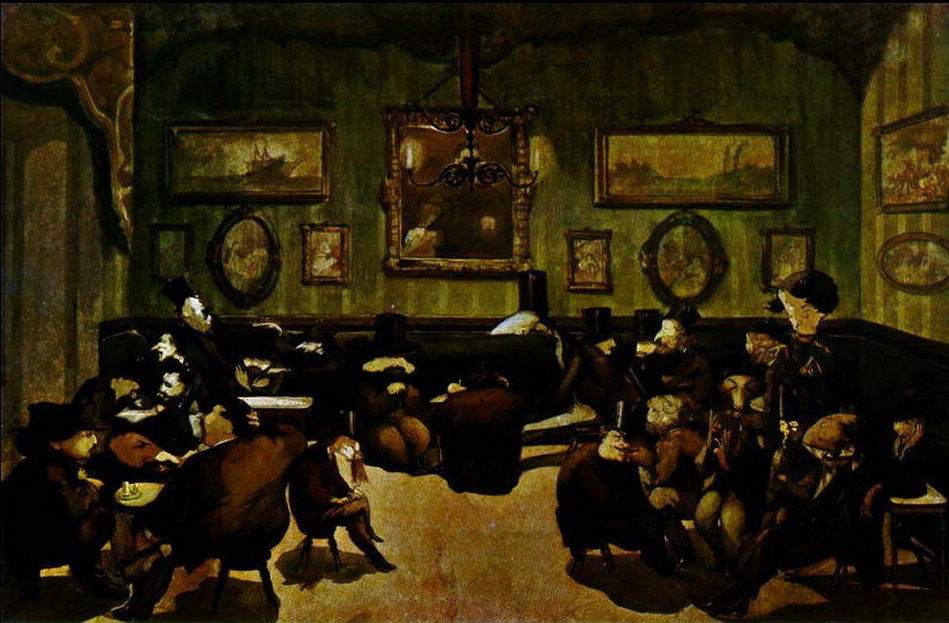
〈카페 미켈란졸로〉, 아드리아노 체시오니, 1861년

카페 미켈란졸로(이탈리아어: Caffè Michelangiolo)는 이탈리아 피렌체에 위치한 유서 깊은 카페로, 비아 라르가(Via Larga, 현재는 비아 카부르로 이름이 변경됨)에 위치해 있었다. 19세기 이탈리아 독립 전쟁 동안 이곳은 토스카나주의 작가와 예술가, 그리고 다른 이탈리아 지역에서 온 애국자와 정치적 망명자들의 주요 만남의 장소가 되었다.

1848년부터 1866년까지 존재했던 카페 미켈란졸로는 특히 1855년 이후 마키아이올리의 예술가들이 자주 찾던 곳이다. 마키아이올리의 예술가 중 한 명인 텔레마코 시뇨리니는 1893년에 "마키아이올리 운동의 성경"이라고 불리는 회고록 Caricaturisti e caricaturati al Caffè Michelangiolo를 출판했는데, 시뇨리니는 그 회고록에서 카페 미켈란졸로에서의 토론의 성격을 다음과 같이 설명했다.

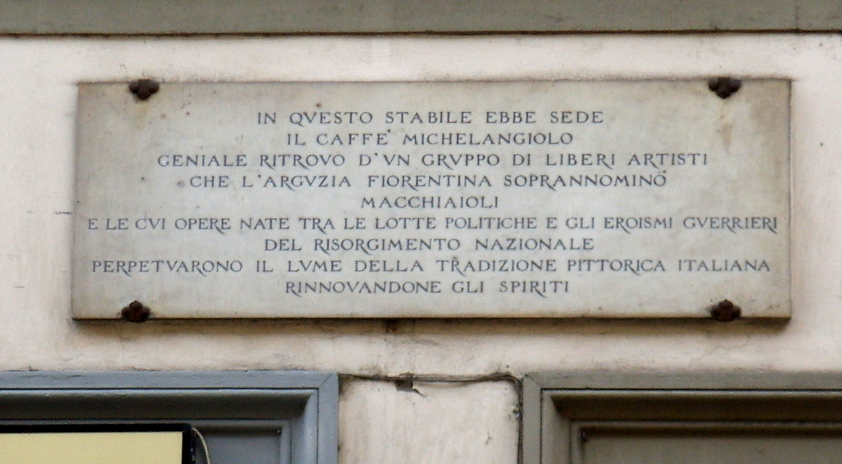
카페 미켈란졸로가 있었던 곳에 있는 현판

1848년부터 1855년까지는 시대의 흐름에 따라 정치적 음모와 장난이 성행했다. 하지만 1855년부터 1860년까지는... 카페의 친구들은 전통에 따라 비아 라르가의 사랑스러운 미친 놈들로 남아 있었고 농담을 덜 했으며 예술에 더 헌신했다.